# Kærlighedsspekulanten
Kærlighedsspekulanten er en dansk stumfilm fra 1918, der er instrueret af Lau Lauritzen Sr. efter manuskript af Mary Hennings.

## Handling
Denne artikel mangler et handlingsreferat. Hjælp os med at skrive det.

## Medvirkende
- Carl Alstrup - Niels Nicolaysen, tjener
- Frederik Buch - Grosserer Madsen
- Kate Fabian - Adelaide, Madsens mage
- Agnes Andersen - Thilde, grosserens datter
- Betzy Kofoed
- Grethe Kiær